# Repussat

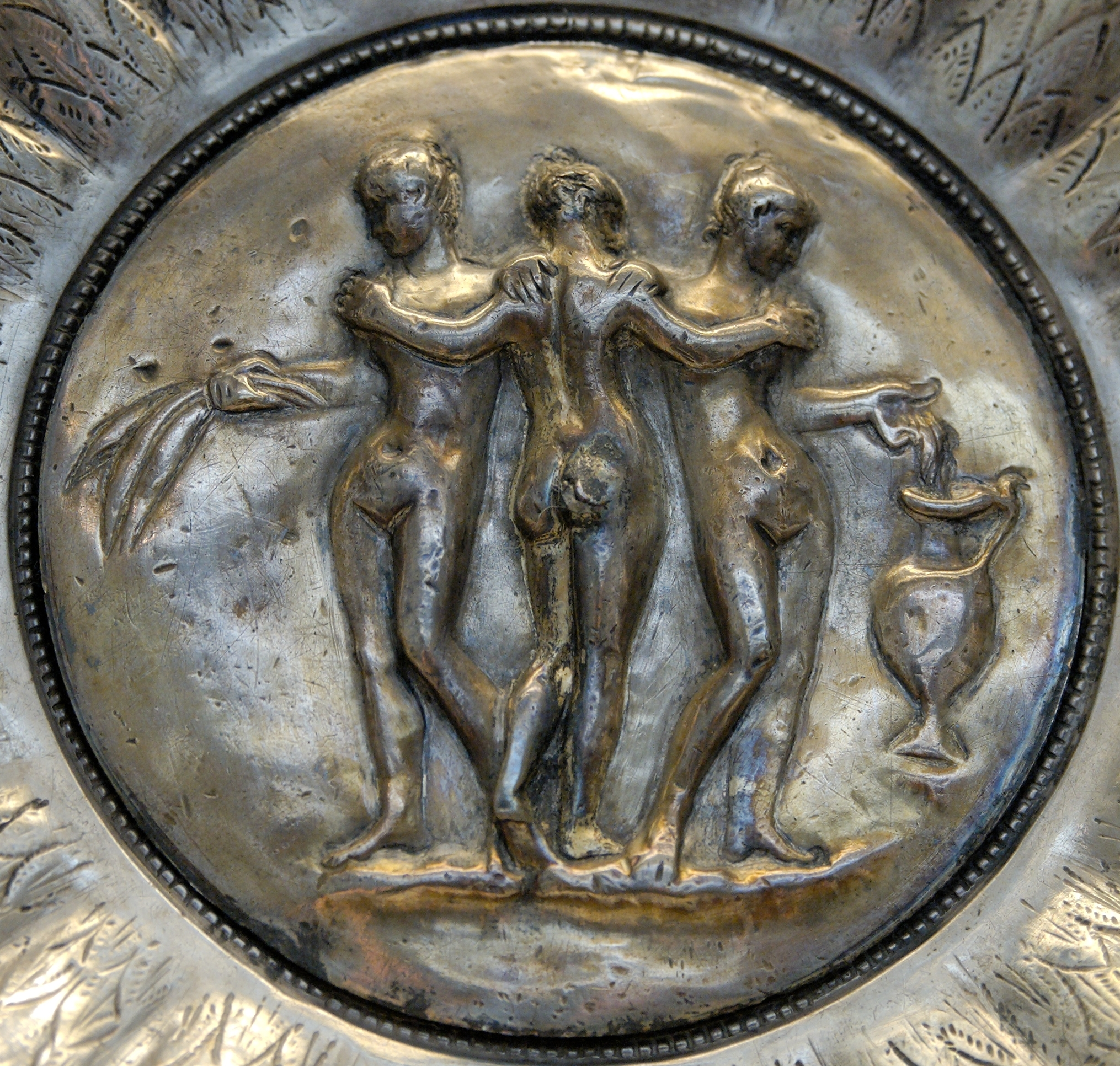
Medalló repussat

El repussat és una tècnica d'artesania que consisteix a treballar planxes de metall, cuir, o altres materials de similars característiques per obtenir un dibuix ornamental en baix relleu.

## Repussat en metalls
El repussat en metalls es limita principalment al treball de materials tous com llautó, estany, or o plata.
Això també és pres com una de les arts menors (útils) en especial de la branca de les artesanies.
Sempre cal tenir en compte si es tria treballar en estany, el fet que és un material tòxic, i que per tant, el contacte amb aquest ha de ser limitat. Una bona i pràctica forma és simplement usant guants com aquells que fan servir els metges, ja que no limitarà l'habilitat de la mà per modelar el treball.
Es realitza treballant amb burins de diferents mides i formes des del revers de la peça, disposada sobre una superfície tova que permeti la progressiva deformació de la superfície treballada. D'aquesta manera, l'artesà treballa en "negatiu", enfonsant més aquelles zones que han d'obtenir pel costat contrari major relleu.
Els detalls finals del dibuix s'obtenen treballant en el dret de la peça, perfilant el dibuix amb burins més fins per obtenir una major definició.
El pas final consisteix a reforçar la peça per evitar que el dibuix aconseguit pugui deformar amb el seu ús posterior. Depenent de la naturalesa del material treballat, això pot obtenir endurint la peça o omplint el buit posterior amb un material mal·leable com cera, guix o alguna goma que en assecar sigui prou dura per no permetre la deformació del dibuix.

### Més característiques
- Es realitza a temperatura ambient o a temperatura elevada.
- S'utilitza per obtenir peces només de revolució.
- Suplanta a l'embotició. És 90% més bon mercat en petites produccions.
- Té una terminació imperfecta
- És utilitzat per a baixes sèries (Alumini fins a 3mm de gruix i acer fins a 4 dècimes).
- Hi ha elevació de la temperatura per la fricció.
- La matriu generalment és de fusta.
- No té gruix constant.
- El procés dura 1 minut.
- Són més senzilles les peces amb grans ràdis. No es pot fer cap cosa quadrangular.
- Si la matriu és molt corba, es realitza un preestampatge.
- La xapa es vincula amb un caragol a la matriu. Aquesta resta amb el forat.
- Ha de ser sobre una superfície tova, per exemple un drap o un cartó
- Varia el seu gruix

## Repussat del cuir

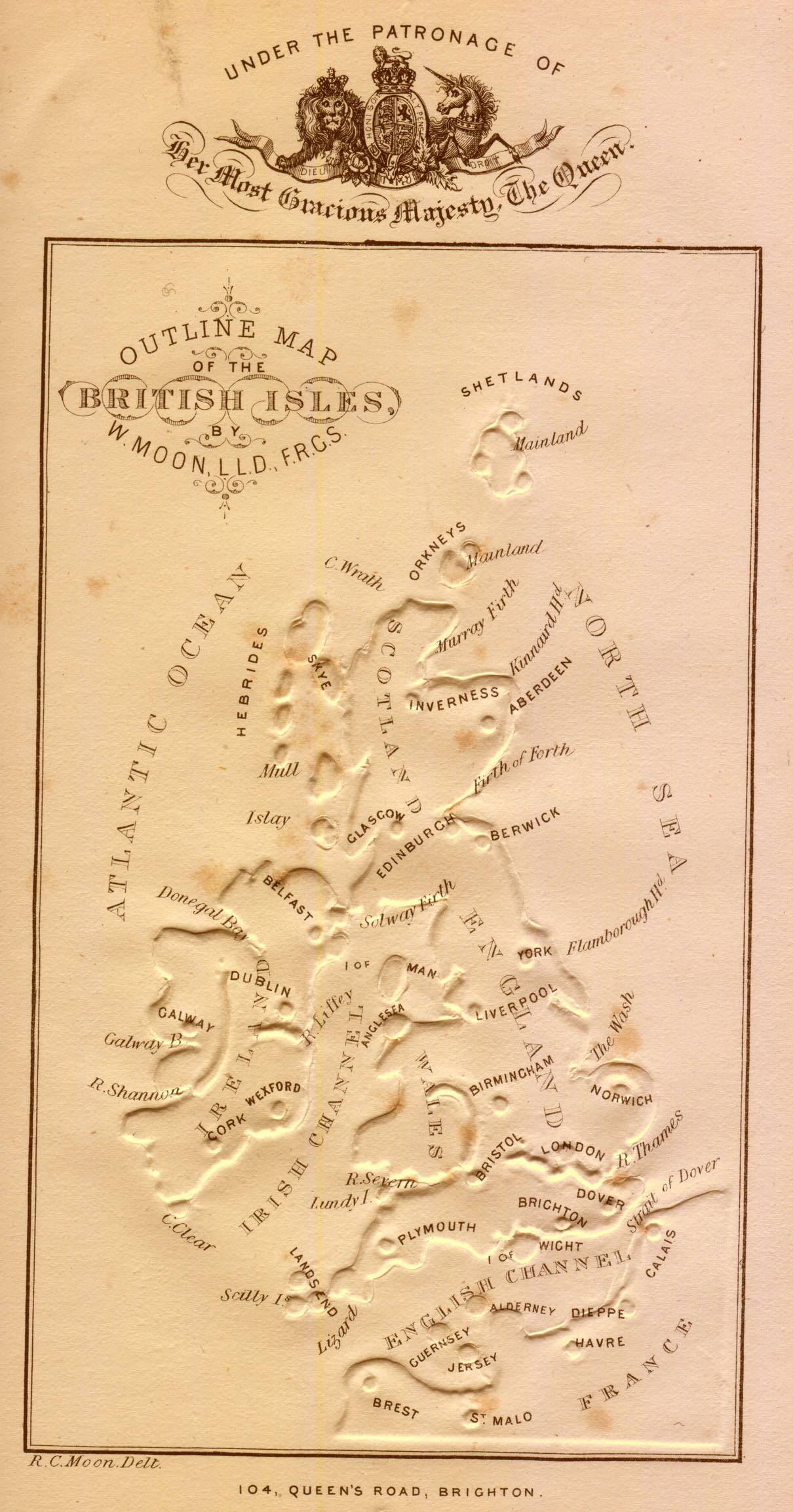
Cuir repussat

El repussat del cuir és un art practicat pels àrabs espanyols i que més tard va ser restaurat per l'alemany Clauson Kaas.
Aquest repussat es practica a mà. El cuir s'ha de treballar per les dues cares. En una d'elles es dibuixa i es repussa després per l'altra al revers. S'empra el repussat en cuir per enquadernacions de luxe, tapes i carteres, marcs per a retrats, seients i respatllers de cadires, paravents, coixins, davanters de xemeneia, etc. amb decoracions a gust de l'artífex, ja daurades, ja acolorides, pirogravats amb aplicacions de metall i esmalts i altres combinacions.